# Torno Largo 1ra. Sección
Torno Largo 1ra. Sección är en ort i Mexiko.   Den ligger i kommunen Jonuta och delstaten Tabasco, i den sydöstra delen av landet, 800 km öster om huvudstaden Mexico City. Torno Largo 1ra. Sección ligger 11 meter över havet och antalet invånare är 227.
Terrängen runt Torno Largo 1ra. Sección är mycket platt. Runt Torno Largo 1ra. Sección är det glesbefolkat, med 20 invånare per kvadratkilometer. Närmaste större samhälle är Jonuta, 7,9 km norr om Torno Largo 1ra. Sección. Omgivningarna runt Torno Largo 1ra. Sección är en mosaik av jordbruksmark och naturlig växtlighet.